# Monte Owen
Il Monte Owen è la seconda vetta, per altitudine della catena montuosa del Teton Range, nello stato del Wyoming. 

## Descrizione
La vetta è intitolata a William O. Owen che organizzò la prima ascensione documentata del Grand Teton nel 1898. Il Monte Owen fa parte del Cathedral Group, un insieme di vette concentrate nel settore centrale della catena montuosa e caratterizzate dalla particolare asperità. 
I 64 km di lunghezza della cetena del Teton Range sono i più recenti delle Montagne Rocciose essendosi formati circa 9 milioni di anni fa, durante il Miocene. Le glaciazioni che si sono susseguite hanno scolpito il Monte Owen e le altre vette della catena nelle loro forme attuali.

## Ascensioni
Dopo i primi due tentativi falliti, uno nel 1927 e l'altro nel 1928, il Monte Owen fu scalato per la prima volta nel 1930 e fu una delle ultime grandi vette del Teton Range ad essere raggiunte. Numerose vie di salita sono state esplorate, con un grado di difficoltà che varia tra 5,1 a 5,10.